# The Ride (film 1995)
The Ride (Jízda) è un film del 1994 diretto da Jan Svěrák.

## Riconoscimenti
- 1995 - Festival internazionale del cinema di Karlovy Vary
  - Globo di Cristallo